# Javier Alvarado Gonzáles
Javier Jesús Alvarado Gonzáles del Valle (El Callao, 5 de abril de 1968) es un político peruano. Ocupó la alcaldía del distrito de Lunahuaná entre 1999 y 2002, de la provincia de Cañete entre 2006 a 2010 y la presidencia del Gobierno Regional de Lima entre 2010 a 2014.

## Biografía
Es hijo de Isabel Gonzáles del Valle y de Domingo Alvarado Reyes, ingeniero enólogo. Cursó estudios primarios en el colegio N.º 20148 en Condoray, y los secundarios en el Colegio Mariscal Toribio de Luzuriaga de la Urbanización Salamanca en la ciudad de Lima. Entre los años 1988 y 1992 cursó estudios superiores de ingeniería en la Universidad Inca Garcilaso de la Vega sin culminar la carrera. Es egresado del centro de Altos estudios Nacionales (CAEN)

### Trayectoria política
En 1998, inició formalmente su carrera política postulándose como candidato del Partido Democrático Somos Perú a la alcaldía distrital de Lunahuaná, ganó la elección para el período 1999-2002. En 2006, fundó el movimiento independiente Patria Joven, por el cual en las elecciones regionales y municipales del Perú de 2006 se postuló a la alcaldía provincial de Cañete, consiguiendo ser electo alcalde de dicha provincia, para el periodo 2007-2010.
En las elecciones regionales de Lima de 2010 se postuló a la Presidencia del Gobierno Regional de Lima por el Movimiento Patria Joven, logrando ser elegido Gobernador Regional de Lima para el período 2011-2014. En las elecciones regionales del 2018 buscó su reelección como presidente regional llegando a la segunda vuelta, siendo derrotado por Ricardo Chavarría Oría.

### Condena por malversación de fondos públicos
Fue condenado por un Juzgado Penal de Cañete a seis años de cárcel por el delito de peculado doloso, debido a que en 2010, cuando fue alcalde de San Vicente de Cañete, emitió cheques del fondo de inversiones por un total de S/ 4 029 299, monto que no fue empleado para financiar ninguna obra pública ni tampoco la planilla municipal.
Asimismo, tanto el exalcalde como los demás implicados deberán pagar solidariamente a la Municipalidad de Cañete, una reparación civil de 5,5 millones de soles, y ninguno podrá ejercer cargo público alguno.